# Сьємпосуелос
Сьємпосуелос (ісп. Ciempozuelos) — муніципалітет в Іспанії, у складі автономної спільноти Мадрид. Населення — 22 656 осіб (2010).
Муніципалітет розташований на відстані близько 29 км на південь від Мадрида.
На території муніципалітету розташовані такі населені пункти: (дані про населення за 2010 рік)
- Сьємпосуелос: 22655 осіб
- Лас-Арріадас: 0 осіб
- Бусанка: 1 особа
- Каса-де-Постас: 0 осіб
- Еспартінас: 0 осіб
- Ель-Лавадеро: 0 осіб
- Моліно-дель-Рей: 0 осіб
- Сан-Антон: 0 осіб
- Сото-Гутьєррес: 0 осіб

## Демографія
Динаміка населення (INE ):

## Галерея зображень

Розташування муніципалітету у автономній спільноті Мадрид
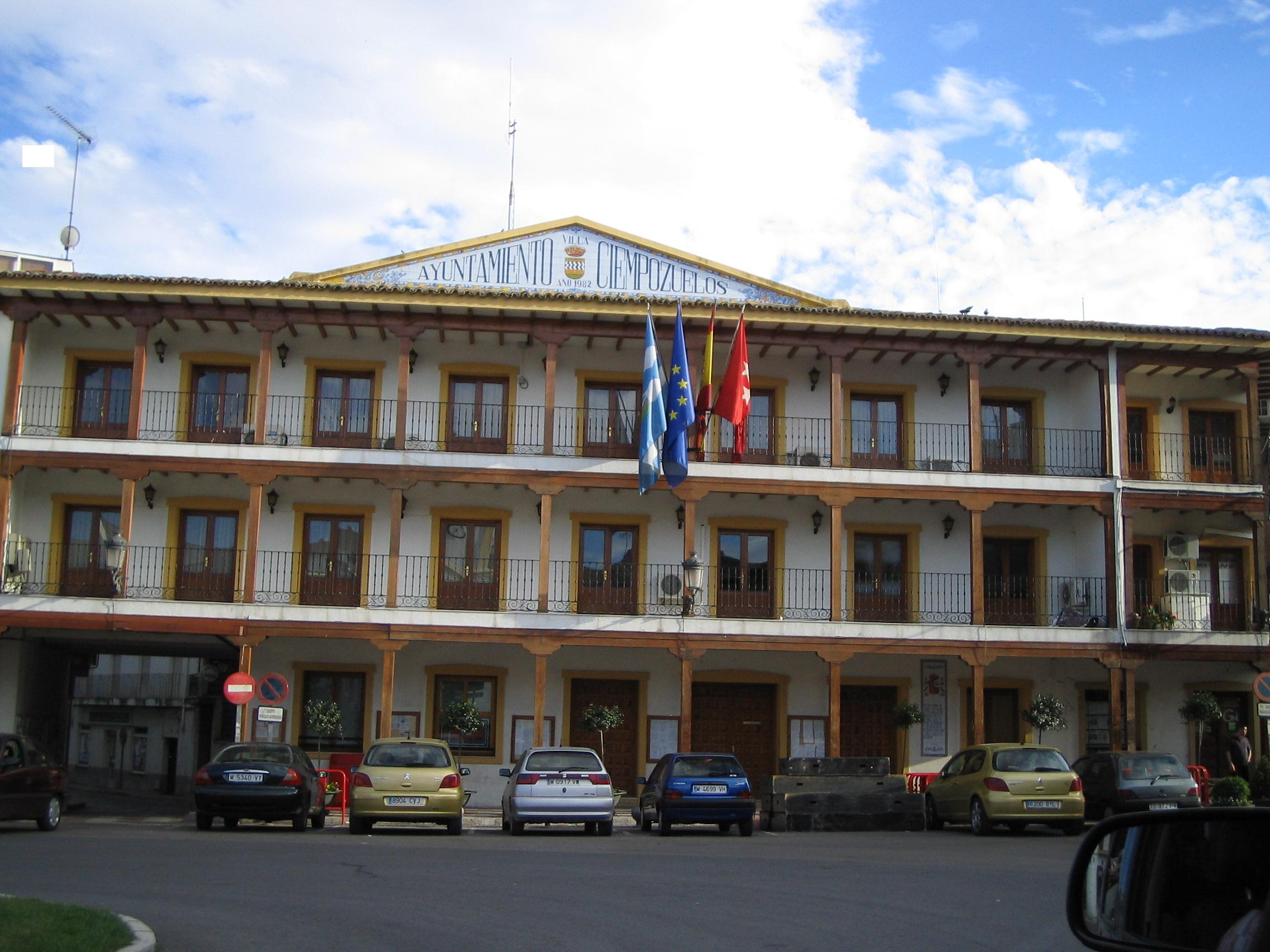
Муніципальна рада